# Традиційне знання

Традиційні знання дуже часто відкладаються на підсвідомості носіїв того чи іншого культурного середовища. Гарним прикладом втілення традиційних знань є дитяче мистецтво.

Традиційні знання (ТЗ, англ. traditional knowledge, indigenous knowledge) — сталі традиції, звичаї, знання та практики регіональних або місцевих корінних спільнот. На відміну від фольклору, що охоплює лише культурні явища, ТЗ можуть стосуватися прикладних знань у галузі хімії, фізики та медицини.

## Причини для юридичного захисту
Оскільки традиційні знання є концентрованим досвідом попередніх поколінь, люди, які професійно володіють цими знаннями, можуть використовувати їх для надання комерційних послуг та вироблення промислових продуктів. Прикладами можуть бути практики йоги, які широко використовуються сучасними центрами дозвілля та здоров'я, нетрадиційні медичні препарати на зразок жень-шень, мумійо або соку ноні, східні бойові мистецтва.
Сама комерціалізація ТЗ не шкодить суспільству і у випадку цивілізованого використання ТЗ може бути корисною для тих спільнот, що володіють цими ТЗ. Однак дуже часто в окремого підприємця або підприємства виникає бажання монополізувати ТЗ, використовуючи для цього такі механізми захисту інтелектуальної власності як патенти або авторське право. Саме з метою запобігання такому незаконному використанню було розроблено механізми юридичного захисту ТЗ.

### Право інтелектуальної власності

Комерціалізація традиційних знань та неконтрольоване або завуальоване поширення на традиційні знання механізмів захисту інтелектуальної власності може призвести до обмеження доступу до цих знань.

У наш час у праві інтелектуальної власності існують два підходи до захисту ТЗ. Перший підхід, який умовно називають «негативним» полягає у створенні механізмів, що унеможливлюють реєстрацію ТЗ як об'єктів інтелектуальної власності. Наприклад, окремі країни створили бази ТЗ для того, аби включити ці знання до рівень техніки.

### Права людини
Багато спеціалістів у галузі традиційних знань звертають увагу на те, що захист ТЗ належить не до системи юридичного захисту інтелектуальної власності, а до системи захисту прав людини. В основі механізму захисту інтелектуальної власності лежить комерційний інтерес зацікавлених осіб. На противагу цьому, ТЗ базуються на культурних та духовних традиціях. Неналежне використання та комерціалізація ТЗ можуть грубо порушити звичаї та традиції культурної спільноти, що володіє цими знаннями.